# RMS Empress of Britain (1930)

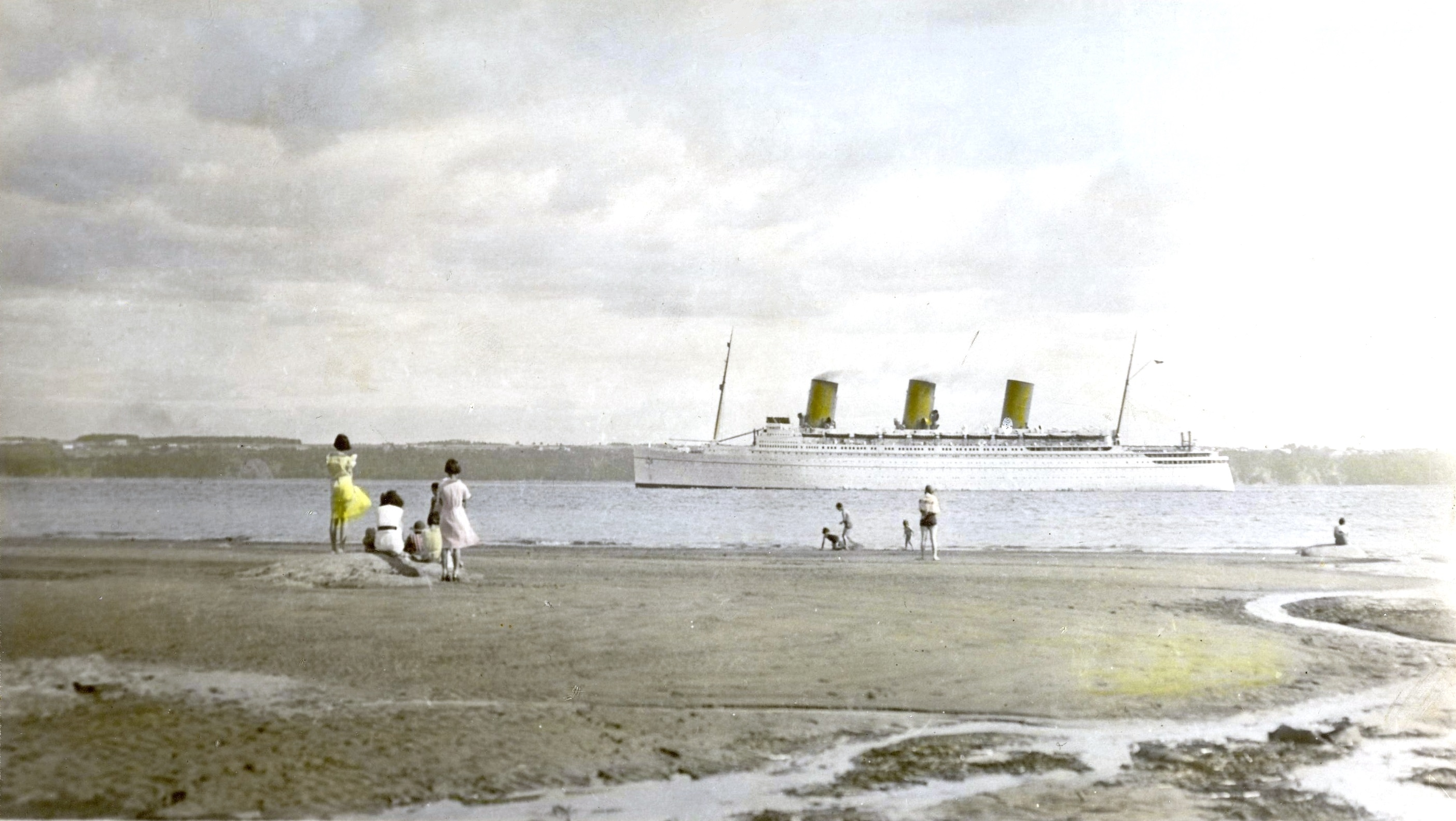
RMS Empress of Britain w 1937 roku

RMS Empress of Britain – kanadyjski liniowiec pasażerski Canadian Pacific Steamship Company zbudowany w 1931 roku przez szkocką stocznię John Brown & Company w Clydebank, obsługujący linię Southampton – Québec. Podczas II wojny światowej statek został wcielony jako transportowiec do brytyjskiej marynarki handlowej, zatopiony 28 października 1940 roku przez niemiecki okręt podwodny, po uszkodzeniu w ataku lotniczym.

## Budowa
Statek „Empress of Britain” został zamówiony przez kanadyjskiego armatora Canadian Pacific Steamship Company dla zastąpienia poprzedniego, znacznie mniejszego statku o tej nazwie (przemianowanego w 1924 na „Montroyal”), na trasie transatlantyckiej do Wielkiej Brytanii. Stępkę pod budowę położono 28 listopada 1928 roku w szkockiej stoczni John Brown & Company w Clydebank. Kadłub wodowano 11 czerwca 1930 roku, z udziałem księcia Walii, a uroczystość była po raz pierwszy transmitowana przez radio do Kanady i USA. Wbrew panującym trendom konstrukcyjnych późnych lat 20. statek zachował staroświecki wygląd z trzema charakterystycznymi wysokimi kominami, i wystrój wewnętrzny w konserwatywnym stylu staroangielskim. Na skutek rozwiązań konstrukcyjnych, okazał się jednak najbardziej ekonomicznym w eksploatacji z ówczesnych dużych liniowców. Mógł pomieścić 465 pasażerów w I klasie, 260 w klasie turystycznej i 470 w III klasie. Używany był przez większość roku na trasie z Southampton do Quebecu, a w zimie, gdy Rzeka Świętego Wawrzyńca zamarzała, eksploatowany był zgodnie z projektem jako luksusowy wycieczkowiec dla 700 pasażerów I klasy. Był on najszybszym liniowcem na tej trasie, z przeciętną prędkością 24 węzły. Dla rejsów wycieczkowych, w których prędkość nie była istotna, demontowane były dla zwiększenia ekonomiki dwie zewnętrzne śruby napędowe. Był on pierwszym statkiem zaprojektowanym specjalnie z myślą o używaniu jako luksusowy wycieczkowiec, m.in. szerokość jego kadłuba umożliwiała przechodzenie przez Kanał Panamski. 

## Eksploatacja
W dziewiczy rejs do Kanady statek wyruszył 27 maja 1931 roku, do końca roku odbył jeszcze 8 rejsów. 3 grudnia 1931 roku wyruszył z Nowego Jorku w pierwszy rejs wycieczkowy na wschód, dookoła świata, przez m.in. Morze Śródziemne, Indie, Chiny, Japonię, Hawaje i Karaiby. Do wybuchu wojny w 1939 roku takie wycieczki przeprowadzano co roku. Liczbę miejsc zmniejszano wtedy do 700, a w celu zmniejszenia zużycia paliwa na czas tych rejsów demontowano dwie zewnętrzne śruby. Eksploatacja statku jako liniowca nie była jednak rentowna, m.in. z powodu większej popularności linii transatlantyckiej z Nowego Jorku. W czerwcu 1939 statkiem podróżował z Halifaxu do St. John's król Jerzy VI Windsor, w ramach jego podróży po Kanadzie.
Po wybuchu II wojny światowej, 25 listopada 1939 roku statek został zarekwirowany przez Admiralicję brytyjską i przystosowany do roli transportowca wojennego. Otrzymał uzbrojenie w postaci armaty 152 mm i działa przeciwlotniczego 76 mm na rufie, oraz 4 karabinów maszynowych Lewis. 10 grudnia 1939 r. po raz pierwszy w tej roli wyruszył z 1303 żołnierzami kanadyjskimi z Halifaxu do Wielkiej Brytanii, w konwoju TC-1. Od 30 stycznia do 7 lutego brał udział w konwoju TC-3, po czym został skierowany do Wellington w Nowej Zelandii, skąd w dniach 2 maja − 16 czerwca 1940 r. przetransportował ponad 2000 żołnierzy do Wielkiej Brytanii w składzie konwoju US-3, składającego się z innych dużych liniowców. Między 6 sierpnia a połową września „Empress of Britain” brał udział w konwoju WS-2 do Suezu, a następnie SW-1 do Durbanu, skąd samotnie popłynął do Kapsztadu.

## Zatopienie
12 października 1940 r. statek opuścił Kapsztad, płynąc samotnie do Wielkiej Brytanii, zabierając 419-osobową załogę i tylko 224 pasażerów − w większości cywili, w tym kobiety i dzieci. Oprócz tego zabierał ładunek, m.in. 300 ton cukru. Kapitanem był wówczas Charles H. Sapsworth. 26 października 1940 roku o 9.30 czasu lokalnego, 50 mil na północny zachód od zatoki Donegal w Irlandii, płynący na Wyspy Brytyjskie liniowiec został zbombardowany przez niemiecki samolot Focke-Wulf Fw 200, należący do dywizjonu II./KG40. Pilotem był por. Bernhard Jope, dla którego był to pierwszy lot bojowy nad Atlantykiem. Trafiona dwoma 250-kilogramowymi bombami i paląca się jednostka została opuszczona przez załogę i pasażerów – zginęło tylko 25 członków załogi (dwóch dalszych zmarło z ran) i 20 pasażerów. Rozbitkowie zostali uratowani przez dwa niszczyciele, odłączone przed godziną 11 od konwoju płynącego z Gibraltaru, które dotarły na miejsce ok. godz. 16, płynąc z dużą szybkością – brytyjski HMS „Echo” i polski ORP „Burza”. O 17.50 na miejsce dotarły także  trzy trawlery uzbrojone („Drangey”, „Cape Agona”, „Paynter”). Rozbitkowie zostali podjęci z wody i trawlerów na pokłady obu niszczycieli, które odeszły następnie do Greenock, przy tym na pokładzie „Burzy” znalazło się 254 rozbitków. Przypłynęły też w dalszej kolejności na miejsce dwa starsze niszczyciele HMS „Broke” i „Sardonyx” z Londonderry. Ponieważ płonący statek nie tonął, rano 27 października rozpoczęto jego holowanie do Wielkiej Brytanii przez holowniki „Marauder” i „Thames”. Mimo osłony dwóch niszczycieli, o 2.05 w nocy 28 października, celna torpeda wystrzelona z prześladującego zespół U-Boota U-32 zatopiła statek w ciągu niespełna 4 minut z 45 członkami załogi.
„Empress of Britain” był największym statkiem zatopionym podczas wojny.

## Dane techniczne
- długość: 231,8 m
- szerokość: 29,7 m
- zanurzenie: 9,7 m
- pojemność: 42 348 BRT
- 1195 miejsc pasażerskich
- 714 osób załogi
- napęd parowy o mocy 62.500 KM

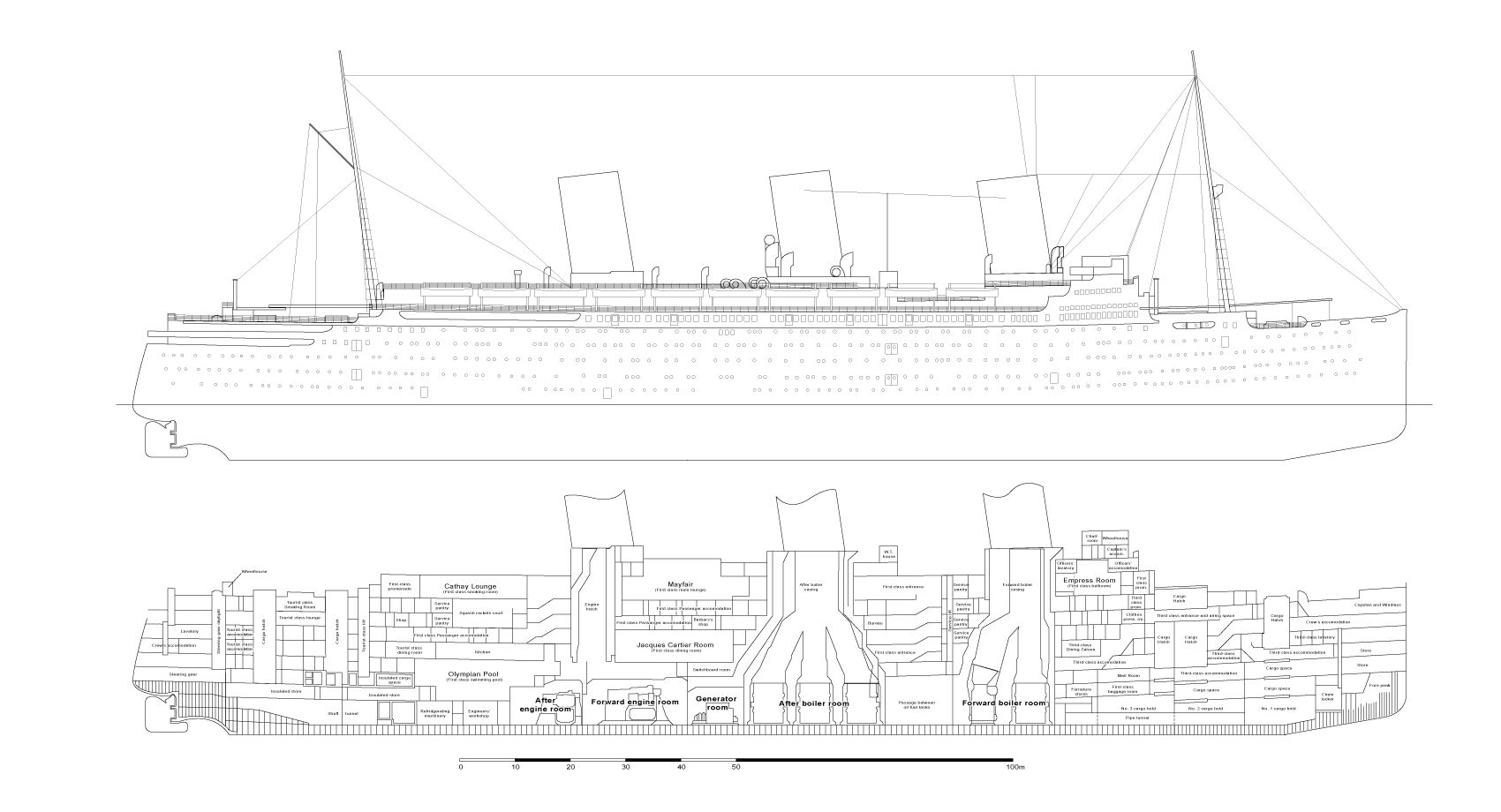
RMS Empress of Britain - schemat boczny

- maksymalna prędkość eksploatacyjna: 26 węzłów
- 4 śruby